# Vysoká nad Kysucou
Vysoká nad Kysucou (Hongaars: Hegyeshely) is een Slowaakse gemeente in de regio Žilina, en maakt deel uit van het district Čadca.
Vysoká nad Kysucou telt 2.848 inwoners.